# Cyphon padi
Cyphon padi là một loài bọ cánh cứng trong họ Scirtidae. Loài này được Linnaeus miêu tả khoa học năm 1758.

## Hình ảnh

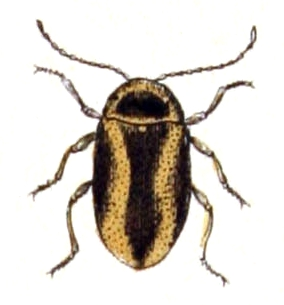